# Villafranca Padovana
Villafranca Padovana là một đô thị thuộc tỉnh Padova vùng Veneto, tọa lạc khoảng 40 km về phía tây của Venezia và cách khoảng 11 km về phía tây bắc của Padova. Tại thời điểm ngày 31 tháng 12 năm 2004, đô thị này có dân số 8.522 người và diện tích 23,8 km².
Villafranca Padovana giáp các đô thị: Campodoro, Limena, Mestrino, Padova, Piazzola sul Brenta, Rubano.